# Ын (кириллица)
Ꙟ, ꙟ (ын, ыня) — буква расширенной кириллицы, использовавшаяся в валахо-молдавском (старорумынском) кириллическом алфавите. Этой буквой передавалась приставка în- [ын] (например, в слове ꙟвъца = învăța (в молдавском — ынвэца) — изучать, учиться) или îm- [ым] (перед б, п и м), так что буква встречалась только в начале слова (а потому над ней всегда стоял знак тонкого придыхания, при необходимости в сочетании со знаком острого ударения). 
Происхождение буквы окончательно неизвестно. Предположительно, она представляет собой переделанный большой юс (Ѫ) или перевёрнутую пси (Ѱ).

Инициальная буква ын